# Врхунац (филм из 2018)
Врхунац (енгл. Climax) је психолошки хорор филм из 2018. који је режирао и написао  Гаспар Ное, који укључује ансамбл од двадесет четири глумца, на челу са Софијом Бутелом. Смештен 1996. године, филм прати француску плесну трупу која држи једнодневну пробу у напуштеној школи; последње вече пробе је успешно, али слављенички афтер-парти групе добија мрачни преокрет када се заједничка чинија сангрије напуни ЛСД-ом, доводећи сваког од плесача у узбуђена, збуњена и психотична стања.
Филм је познат по свом необичном стилу и продукцији, будући да је замишљен и претходно произведен за само четири недеље и снимљен хронолошким редом за само 15 дана: иако је Ное замислио премису, велика већина филма није била увежбана; импровизације од стране глумачке екипе, којој претходно нису дате линије дијалога и имале су скоро потпуну слободу у погледу тога где да одведу причу и ликове. Врхунац нуди необичне изборе за монтажу и кинематографију, и укључује неколико дугих снимака, укључујући један који траје преко 42 минута. Глумачку екипу филма чине готово искључиво играчи који, осим Бутеле и Сухејле Јакуб, нису имали претходног глумачког искуства.
Филм је добио позитивне критике, при чему су многи критичари хвалили његову режију, кинематографију, звучну подлогу, кореографију и наступе, иако су неки критиковали његово насиље и перципирали недостатак приче.

## Производња

### Развој
Филм је лабаво заснован на истинитој причи о француској плесној трупи из 1990-их којој су алкохолно пиће додали ЛСД на журци; током стварног догађаја није се догодило више инцидената, за разлику од филма. Идеја о снимању филма заснованог на плесу Ноеу је дошла крајем новембра/децембра 2017, када га је Леа Вламос (која ће на крају бити део глумачке екипе филма) позвала у модну плесну дворану: „Нисам могао да верујем у енергију и публику – и онда сам помислио, волео бих да снимам такве људе. Гледао сам и онај филм Дејвида Лашапела који се зове Rize, о крмпингу. Био сам задивљен овим младим клинцима који плешу као да су опседнути злим силама“. Иако је првобитно био инспирисан да сними документарни филм о плесу, на идеју о Врхунцу дошао је почетком јануара 2018. године. Користио је филмове из 1970-их за додатну инспирацију, укључујући The Towering Inferno, The Poseidon Adventure и Shivers.
Он је навео да је филм „све о томе да људи стварају нешто заједно, а да не успевају. То је као [библијска] прича о Вавилонској кули. Човечанство може да створи велике ствари. А онда под утицајем алкохола, или нечег другог, несреће, све пропада. [...] Сећам се да сам као тинејџер са 14 година приређивао журке код куће. И волео сам сангрију, то је био први алкохол који сам попио. Али теби не требају дроге дроге да изгубите контролу, алкохол је више него довољан. Видео сам још толико свађа повезаних са алкохолом – може да вас излуди." У другом интервјуу, он је тврдио да је тема филма била "група људи ствара нешто заједно, а затим се урушавају." Ное, који је имао искуства са ЛСД-ом, тврдио је да је филм више о утицају који страх може да има на људе него о злоупотреби дрога. Он је такође негирао да је филм имао било какву моралну агенду, истичући да "не морају бити кажњени најагресивнији. Углавном се ради о колективном зезну".